# Acacia dawsonii
Acacia dawsonii é uma espécie de leguminosa do gênero Acacia, pertencente à família Fabaceae.